# إخوة التراب (مسلسل)
إخوة التراب مسلسل سوري من تأليف حسن م . يوسف وإخراج نجدة إسماعيل أنزور، وإنتاج شركة الشام الدولية للإنتاج السينمائي والتلفزيوني، تم إنتاجه عام 1996. وتم إنتاج جزء ثاني (إخوة التراب 2) عام 1998.

## القصة
يحكي قصة الثورة العربية في سوريا التي اندلعت ضد الاتحاديين الذين سيطروا على الحكم داخل الدولة العثمانية وعزلهم للسلطان عبد الحميد الثاني وبعد أن اضطهدوا العرب وتعصبهم للقومية التركية ودخول الدولة الحرب ضد بريطانيا وفرنسا وروسيا إلى جانب ألمانيا وفرض التجنيد الإجباري على العرب، وذلك في إطار درامي ملحمي.

## الممثلون
بعض الممثلين الذين شاركو في الجزء الأول
- أيمن زيدان
- سوزان نجم الدين
- بسام لطفي
- زهير عبد الكريم
- جهاد عبدو
- ليلى جبر
- محمد آل رشي
- فايز أبو دان
- خالد تاجا
- سامر المصري
- محمد الحريري
- رياض وردياني
- باسم ياخور
- حلا عمران
- جوزيف ناشف
- مهند قطيش
- عبد المولى غميض
- مروان فرحات
- سمير الحكيم
- جرجس جبارة
- سهيل جباعي
- خليل حداد
- أمين الخطيب
- رضوان سالم
- نضير لكود
- سعيد الآغا
- عبد الحكيم قطيفان
- سهيل حداد
- أنطوانيت نجيب
- عصام عبه جي
- حسن عويتي
- عبد الرحمان آل رشي (ضيف شرف)
- هاني الروماني (ضيف شرف)